# SET domain containing 3
SET domain containing 3 (SETD3) ist eine Aktin-Histidin-Methyltransferase, welche vom gleichnamigen SETD3-Gen codiert wird.

## Eigenschaften
SETD3 ist eine Protein-Histidin-N-Methyltransferase die Histidin an der Position 73 von Aktin methyliert. Diese Methylierung ist notwendig für eine Muskelkontraktion der glatten Muskulatur des Uterus während des Geburtsvorgangs. Lysin wird nicht durch SETD3 methyliert. Im menschlichen Erbgut befindet sich das Gen auf dem Locus 14q32.2.
Im September 2019 wurden die Resultate eines CRISPR-Screenings veröffentlicht. In Zellkulturen mit menschlichen Zell-Linien, denen SETD3 fehlt, konnte sich Enterovirus EV-D68 und Rhinovirus RV-C15 nicht mehr vermehren. Es wurde festgestellt, dass SETD3 mit der 2A-Protease von Enteroviren interagiert, und für die Replikation der Viren unabdingbar ist.
Eine Mäuselinie, welche nicht über SETD3 verfügt, erwies sich in Versuchen als resistent gegenüber einigen Enteroviren, unter anderem CV-A10 (Hand-Fuß-Mund-Krankheit), EV-A71 (aseptische Meningitis, Encephalitis und Polio-ähnliche Erkrankungen) und EV-D68 (Atemwegserkrankungen). Die Mäuse hatten dann allerdings Probleme beim Gebären ihrer Jungen. Da Erkältungen und Schnupfen oft von Rhinoviren und anderen Enteroviren ausgelöst werden, eröffnet dies einen möglichen Weg zur Bekämpfung dieser Krankheiten.
Bei Brustkrebs hat die Expression von SETD3 einen vom Subtyp abhängigen prognostischen Wert: Während eine hohe Expression beim Östrogen-Rezeptor-positiven und beim Luminal A-Subtyp eine positive Prognose zeigt, ist eine hohe Expression beim tripel-negativen und p53-positiven Mammakarzinom mit einer negativen Prognose assoziiert. In tripel-negativen Mammakarzinomzellen führt die siRNA-vermittelte Hemmung der SETD3-Expression zu Veränderungen im Zytoskelett die mit einer verringerten Invasivität einhergehen.